# Oltář s Nejsvětější Trojicí (Mistr Litoměřického oltáře)

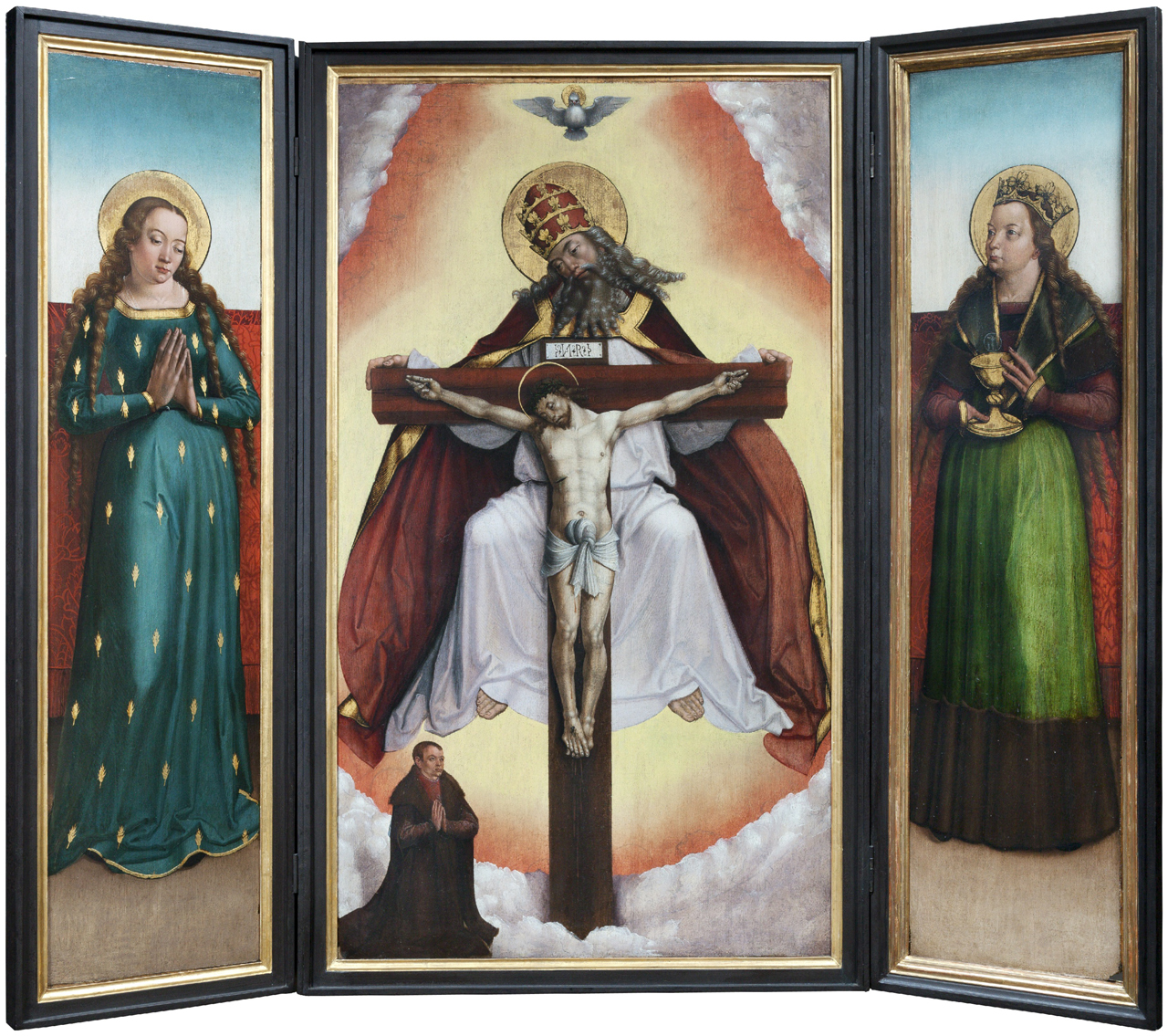
Oltář s Nejsvětější Trojicí, Mistr Litoměřického oltáře, Národní galerie v Praze

Oltář s Nejsvětější Trojicí je dílo Mistra Litoměřického oltáře z doby kolem roku 1520. Je vystaven ve stálé expozici Národní galerie v Praze.

## Historie a popis
Třídílný oltář se dvěma oboustranně malovanými křídly byl součástí Schäffnerovy sbírky a roku 1937 byl pro Sbírku starého umění zakoupen z vlastnictví J. Kretschmera v Praze. Menší velikost nástavce nasvědčuje, že byl původně určen pro boční oltář některého kostela nebo pro domácí soukromou kapli.
Oltář se skládá z centrální desky velikosti 128,5 x 76 cm a dvou pohyblivých, oboustranně malovaných křídel o šířce 39 cm. Trůn milosti (latinsky „Thronus gratiae“, německy „Gnadenstuhl“, francouzsky „Trône de grâce“), zobrazený na středním panelu, je ikonografický typ užitý už kolem roku 1120 v misálu z Cambrai. Doplňují ho křídla s Pannou Marií Klasovou a sv. Barborou.
V levém dolním rohu klečí donátor v dobovém oblečení a  s krátce střiženými vlasy, adorující sepjatýma rukama Svatou Trojici. Trůnící Bůh Otec, s papežskou tiárou na hlavě, ukazuje věřícím ukřižovaného syna a vyzývá je tak k osobní kontemplaci nad božím milosrdenstvím, které ke spáse lidstva obětovalo Ježíše Krista. Věřící má spoluprožít nebo se alespoň přiblížit otcovu zármutku nad ztrátou jednorozeného Syna, který byl obětován za naše vykoupení. Zmučené tělo Krista bolestného je oním „vir dolorum“ z Izajášova proroctví o trpícím služebníkovi. Holubice nad hlavou Boha Otce symbolizuje Ducha svatého.
Oltář je poměrně ojedinělým seskupením námětů. Na pravém křídle oltáře je tzv. Panna Maria Klasová, s rukama sepjatýma k modlitbě, v šatu zdobeném klasy a se zlaceným lemem živůtku, který zde nahradil obvyklý límec se slunečními paprsky. Tento mariánský motiv je spolu s obrazy Panny Marie jako služebnice v chrámu typický pro počátek 15. století. Teologický odkaz k vyobrazení Panny Marie Klasové je v Písni písní (7,3): „Tvé břicho je stoh pšeničný, obrostlý liliemi“. Panna Maria je zde ztotožněna se zemí nesoucí své plody i bez setí a je chápána jako neobdělané pole, které přesto dává klasy, protože je polem Božím. Samy klasy pak nesou význam těla Kristova (živé Eucharistie), andělského chleba či Boží moudrosti. Motiv slunečního límce má svůj symbolický zdroj též v Písni písní (6,9): „Krásná jako luna, čistá jako žhnoucí slunce“. Charakteristicky rozevláté světlé vlasy symbolizují v evropské kultuře panenství, také však povolnost a oddanost Milosti Boží, ze které vzejde Boží syn.
Na levém křídle je Sv. Barbora v dobovém oděvu, nesoucí kalich s hostií. Sv. Barbora, panna a mučednice a jedna ze čtrnácti svatých pomocníků, byla oblíbena ve středověku jako patronka dobré smrti a světice, ke které se lidé obraceli v  těžkých chvílích, např. při morových epidemiích. O Sv. Barboře se traduje, že z úcty ke sv. Trojici nechala ve svém vězení prolomit třetí okno.
Na zadní straně pohyblivých křídel jsou zemští patroni – vlevo sv. Václav s vévodskou čapkou a praporcem se svatováclavskou orlicí, v dobové renesanční zbroji a bílé suknici. Vpravo je burgundský král sv. Zikmund s atributy – královskou korunou, sférou a žezlem. Ostatky obou svatých jsou uloženy v katedrále sv. Víta a byly předmětem úcty už v době Karla IV. Vladislav II. Jagellonský vědomě navazoval na starší tradice z dob Lucemburků a stejné patrony nechal vymalovat také na Oltáři křivoklátském.

### Kompozice a styl
Obličejový typ Mistra Litoměřického oltáře charakterizují úzké nosy, plně plasticky modelované tváře s okrouhlou bradou a zvýrazněnými víčky očí, s hebce zvlněnými vousy a vlasy. Malířský postup při vyznačení svalů a anatomických detailů místy prozrazuje prosvítající podkresba. Zesílený zájem malíře o realistické podání skutečnosti je patrný např. v malbě rukou, které již nejsou pouze naznačené v obrysu, ale mají správně zachycené klouby a svaly. Světlo vychází z jediného zdroje a spolu s barvou dotváří objemy a změkčuje siluety, postavy vrhají reálný stín.
Kompozice centrálního obrazu má dekorativní souměrnost a využívá kontrastu a kombinace nezvyklých barev, aby zvýraznila plastický účinek Kristova těla. Z nebeské záře sírově žluté barvy vystupuje rozevřený červený ochranitelský plášť Boha otce, se kterým barevně kontrastuje bělavé roucho rozprostřené na kolenou. Nafialovělé zabarvení roucha, způsobené užitím fluoritového pigmentu, je typické pro Mistra Litoměřického oltáře, ale objevuje se také v jihoněmecké a tyrolské malbě na přelomu 15. století.
Styl drapérie s dlouhými rovnoběžnými záhyby je přirozenější a nezakrývá, ale naopak zdůrazňuje tělesnost figur a vertikalitu. Pro proměnu slohu a renesanční styl, který byl na naše území importován ze Saska a nahradil dřívější pozdně gotické dramatické napětí, je charakteristická statičnost a souměrnost kompozice, zeslabení zájmu o prostor a celkové zklidnění.